# Ronde van Lombardije 1951
De Ronde van Lombardije 1951 was de 45e editie van deze eendaagse Italiaanse wielerwedstrijd, en werd verreden op zondag 21 oktober 1951. Het parcours leidde van Milaan naar Milaan en ging over een afstand van 226 kilometer. De wedstrijd werd gewonnen door de Fransman Louison Bobet in een sprint.

## Uitslag
| Ronde van Lombardije 1951 |                  |                 |          |
| Plaats                    | Naam             | Ploeg           | Tijd     |
| Winnaar                   | Louison Bobet    | Stella-Dunlop   | 5u51'03" |
| 2                         | Giuseppe Minardi | Legnano-Pirelli | z.t.     |
| 3                         | Fausto Coppi     | Bianchi-Ursus   | z.t.     |
| 4                         | Renzo Soldani    | Legnano-Pirelli | z.t.     |
| 5                         | Pasquale Fornara | Legnano-Pirelli | z.t.     |
| 6                         | Angelo Conterno  | Taurea          | z.t.     |
| 7                         | Giancarlo Astrua | Atala           | z.t.     |
| 8                         | Primo Volpi      |                 | z.t.     |
| 9                         | Giorgio Albani   | Legnano-Pirelli | + 2' 26" |
| 10                        | Arrigo Padovan   | Atala           | z.t.     |
|                           |                  |                 |          |
| 13                        | Jozef Schils     | Garin-Wolber    | + 2' 31" |

1905 · 1906 · 1907 · 1908 · 1909 · 1910 · 1911 · 1912 · 1913 · 1914 · 1915 · 1916 · 1917 · 1918 · 1919 · 1920 · 1921 · 1922 · 1923 · 1924 · 1925 · 1926 · 1927 · 1928 · 1929 · 1930 · 1931 · 1932 · 1933 · 1934 · 1935 · 1936 · 1937 · 1938 · 1939 · 1940 · 1941 · 1942 · 1943 · 1944 · 1945 · 1946 · 1947 · 1948 · 1949 · 1950 · 1951 · 1952 · 1953 · 1954 · 1955 · 1956 · 1957 · 1958 · 1959 · 1960 · 1961 · 1962 · 1963 · 1964 · 1965 · 1966 · 1967 · 1968 · 1969 · 1970 · 1971 · 1972 · 1973 · 1974 · 1975 · 1976 · 1977 · 1978 · 1979 · 1980 · 1981 · 1982 · 1983 · 1984 · 1985 · 1986 · 1987 · 1988 · 1989 · 1990 · 1991 · 1992 · 1993 · 1994 · 1995 · 1996 · 1997 · 1998 · 1999 · 2000 · 2001 · 2002 · 2003 · 2004 · 2005 · 2006 · 2007 · 2008 · 2009 · 2010 · 2011 · 2012 · 2013 · 2014 · 2015 · 2016 · 2017 · 2018 · 2019 · 2020 · 2021 · 2022 · 2023 · 2024 · 2025